# 飯田市松尾総合運動場
飯田市松尾総合運動場（いいだしまつおそうごううんどうじょう）は、長野県飯田市の陸上競技場である。

## 概要
- 天竜川沿いにある、箱型をした陸上競技場。
- 日本陸上競技連盟第2種公認競技場
- メインスタンド 座席 収容1150人
- バックスタンド・サイドスタンド 芝生席（収容人員不明）
- 陸上競技のほか、サッカー・ラグビーの試合にも使われている。
- 飯田市の条例により、各種試合・イベントで売店などが出店することがない。
- 2010年に、日本のサッカーリーグ全国大会である日本フットボールリーグ・松本山雅FC対SAGAWA SHIGA FCが3271人の観客を集めて開催された[1]（0-0引き分け。なお、サイドスタンドは充分なスペースがないために、ホーム側のみゴール裏のトラック付近に立ち見応援ゾーンを設けて対処した）。

## アクセス
- 鉄道
  - JR飯田線伊那八幡駅より徒歩20分、毛賀駅より徒歩25分
- 自動車
  - 中央自動車道飯田ICより10分